# Ärkin Iminbaqi
Ärkin Iminbaqi (ujgursky  ئەركىن ئىمىنباقى‎, ULY: Erkin Iminbaqi, čínsky pchin-jinem Àilìgēng Yīmíngbāhǎi, znaky zjednodušené 艾力更·依明巴海; * září 1953) je bývalý čínský komunistický politik ujgurské národnosti, místopředseda stálého výboru Všečínského shromáždění lidových zástupců (parlamentu, 2013–2023), předtím předseda stálého výboru lidového shromáždění Ujgurské autonomní oblasti Sin-ťiang (2008–2014) a místopředseda sinťiangské vlády (2001–2008). V letech 2017–2022 byl členem ústředního výboru KS Číny.

## Život
Ärkin Iminbaqi se narodil v září 1953 v okrese Jengisar na východě autonomní oblasti Sin-ťiang. Po střední škole pracoval v letech 1971–1972 na venkově v okolí Urumči, pak byl dělníkem v keramické továrně v Urumči. V letech 1974–1977 studoval na Severozápadním institutu lehkého průmyslu, poté se vrátil do keramické továrny postupně jako technik, vedoucí dílny a zástupce ředitele. Od roku 1984 pracoval v městské správě Urumči jako zástupce ředitele úřadu pro průmysl, pak jako zástupce vedoucího městské ekonomické komise a následně jako pomocník starosty.
V letech 1994–2001 působil v nižších úřadech sinťiangské vlády, postupně zaujímal funkce místopředsedy komise pro hospodářství a obchod, vedoucí úřadu pro strojírenství a elektronický průmysl a generální sekretář vlády. V letech 2001–2008 byl místopředsedou vlády Ujgurská autonomní oblasti Sin-ťiang, načež přešel do funkce předsedy stálého výboru lidového shromáždění Ujgurské autonomní oblasti Sin-ťiang. Roku 2008 byl zvolen poslancem Všečínského shromáždění lidových zástupců.
V březnu 2013 byl zvolen místopředsedou stálého výboru Všečínského shromáždění lidových zástupců (parlamentu), proto se v lednu 2014 vzdal vedení lidového shromáždění Sin-ťiangu. V březnu 2018 byl znovuzvolen místopředsedou Všečínského shromáždění lidových zástupců, v úřadu zůstal do konce funkčního období v březnu 2023, pak odešel do penze.